# Ivanivka, Mlîniv
Ivanivka (în ucraineană Іванівка) este un sat în comuna Vladîslavivka din raionul Mlîniv, regiunea Rivne, Ucraina.

## Demografie
Componența lingvistică a localității Ivanivka
     Ucraineană (99,13%)
     Alte limbi (0,88%)
Conform recensământului din 2001, majoritatea populației localității Ivanivka era vorbitoare de ucraineană (99,13%), existând în minoritate și vorbitori de alte limbi.